# Преображенська сільська рада (Червоногвардійський район)
Преображе́нська сільська рада (рос. Преображенский сельский совет) — сільське поселення у складі Червоногвардійського району Оренбурзької області Росії.
Адміністративний центр — село Преображенка.

## Населення
Населення — 676 осіб (2019; 820 в 2010, 1124 у 2002).

## Склад
До складу сільської ради входять:
| Населений пункт    | Населення, осіб (2002) | Населення, осіб (2010) |
| ------------------ | ---------------------- | ---------------------- |
| Ібряєво, село      | 362                    | 307                    |
| Покровка, село     | 41                     | 6                      |
| Преображенка, село | 467                    | 353                    |
| Утеєво, село       | 254                    | 154                    |